# Gençlik Marşı
Gençlik marşı är en turkisk sång. Selim Sırrı Tarcan var i Sverige 1909 och hörde då Gustaf Frödings dikt Tre trallande jäntor som tonsatts av Felix Körling. Han tog med sig noterna när han åkte hem, där Ali Ulvi Elöve skrev en text till den. 1916 hörde Mustafa Kemal Atatürk sången vid ett sportevenemang och den blev sedan en soldatsång som sjöngs under Turkiska frihetskriget.